# Avessé

Avessé este o comună în departamentul Sarthe, Franța. În 2009 avea o populație de 372 de locuitori.